# 安德拉戈拉斯

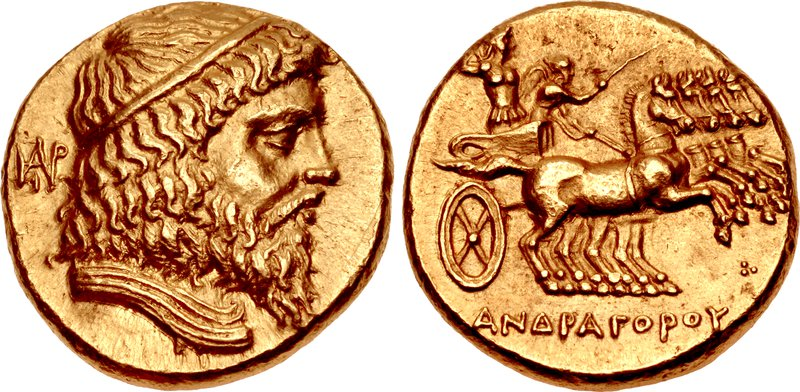
安德拉戈拉的錢幣.

安德拉戈拉斯（英語：Andragoras，?—前238年），在塞琉古帝國國王安條克一世到安條克二世期間為帕提亞的總督。
前250年左右，當塞琉古帝國陷入與托勒密王朝一連串衝突和內部危機時，安德拉戈拉斯宣布從帝國中獨立，發行自己穿戴王室服裝的肖像和自己名字的錢幣。而東邊的巴克特里亞總督狄奧多特一世差不多同時宣布獨立，建立希臘-巴克特里亞王國，可能與安德拉戈拉斯建立同盟。
安德拉戈拉斯統治僅僅幾年，差不多於前238年北方帕尼的遊牧部落首領阿爾沙克一世大舉入侵帕提亞，安德拉戈拉在戰場上遭到殺害，而阿爾沙克一世成功在帕提亞建立安息。